# Pirmin Reichmuth
Pirmin Reichmuth (* 17. Oktober 1995) ist ein aktiver Schweizer Schwinger.

## Karriere als Schwinger
Pirmin Reichmuth gewann am Eidgenössischen Schwingfest 2016 in Estavayer-le-Lac und 2019 in Zug einen Eidgenössischen Kranz.
Daneben holte er 4 Kranzfestsiege: Brünig 2019, Zuger Kantonalschwingfest 2019 in Rotkreuz, Urner Kantonalschwingfest 2019 in Bürglen und Luzerner Kantonalschwingfest 2019 in Willisau. Zudem stehen eine Schlussgangteilnahme am Innerschweizer Schwingfest 2014 in Cham und 12 regionale Festsiege (Frühjahrsschwinget Cham, Morgarten-Schwinget, Rangschwinget Lac-des-Joncs, (alle 2014), Abendschwinget Baar 2014 und 2019, Muotathaler Schwinget 2016, Michaelskreuz-Schwinget 2016, Herbstschwinget Unteriberg 2018, Niklausschwinget 2018, Hallenschwinget Sarnen 2019, Frühjahrsschwinget Oberarth 2019, Frühjahrsschwinget Pfäffikon 2019) in seinem Palmarès.
Reichmuth gewann bisher (März 2020) 17 Kränze: 2 Eidgenössische, 9 kantonale (4 ZG, 2 SZ, 1 OW/NW, 1 UR, 1 LU), 3 Teilverbands- (2 Innerschweizer, 1 Oberländer) und 3 Bergkränze (Schwägalp 2016, Stoos 2019, Brünig 2019). Am Eidgenössischen Schwingfest 2019 in Zug, für das er als Favorit galt, erstritt er den dritten Rang.
In der offiziellen Jahrespunkteliste des Eidgenössischen Schwingerverbands belegte Reichmuth 2019 den 3. Rang.

## Leben
Reichmuth stammt aus Cham. Er ist 198 cm gross, 122 kg schwer und studiert Physiotherapie. Unfallbedingt fiel er zwischendurch immer wieder aus.